# Wijken en buurten in Tynaarlo
De Nederlandse gemeente Tynaarlo is voor statistische doeleinden onderverdeeld in wijken en buurten. De gemeente is verdeeld in de volgende statistische wijken:
- Wijk 00 Zuidlaren (CBS-wijkcode:173000)
- Wijk 01 De Groeve (CBS-wijkcode:173001)
- Wijk 02 Zuidlaarderveen (CBS-wijkcode:173002)
- Wijk 03 Midlaren (CBS-wijkcode:173003)
- Wijk 04 Westlaren (CBS-wijkcode:173004)
- Wijk 05 Schuilingsoord (CBS-wijkcode:173005)
- Wijk 06 Paterswolde (CBS-wijkcode:173006)
- Wijk 07 Eelde (CBS-wijkcode:173007)
- Wijk 08 Eelderwolde (CBS-wijkcode:173008)
- Wijk 09 Vries (CBS-wijkcode:173009)
- Wijk 10 Donderen (CBS-wijkcode:173010)
- Wijk 11 Bunne (CBS-wijkcode:173011)
- Wijk 12 Yde (CBS-wijkcode:173012)
- Wijk 13 Tynaarlo (CBS-wijkcode:173013)
- Wijk 14 Zeegse (CBS-wijkcode:173014)
- Wijk 15 Zeijen (CBS-wijkcode:173015)

Onderstaande tabel geeft de indeling met kentallen volgens het Centraal Bureau voor de Statistiek (2008):
| CBS-buurtcode | Buurtnaam                         | Inwonertal | Opp. totaal (ha) | Opp. land (ha) | Ligging                |
| ------------- | --------------------------------- | ---------- | ---------------- | -------------- | ---------------------- |
| BU17300000    | Zuidlaren                         | 3920       | 302              | 301            | Locatie in de gemeente |
| BU17300001    | Zuid-Es                           | 3550       | 121              | 121            | Locatie in de gemeente |
| BU17300009    | Verspreide huizen Zuidlaren       | 10         | 535              | 528            | Locatie in de gemeente |
| BU17300100    | De Groeve                         | 400        | 59               | 58             | Locatie in de gemeente |
| BU17300109    | Verspreide huizen De Groeve       | 80         | 346              | 294            | Locatie in de gemeente |
| BU17300200    | Zuidlaarderveen                   | 280        | 71               | 71             | Locatie in de gemeente |
| BU17300209    | Verspreide huizen Zuidlaarderveen | 40         | 536              | 532            | Locatie in de gemeente |
| BU17300300    | Midlaren                          | 180        | 58               | 58             | Locatie in de gemeente |
| BU17300309    | Verspreide huizen Midlaren        | 150        | 635              | 551            | Locatie in de gemeente |
| BU17300400    | Westlaren                         | 1510       | 57               | 57             | Locatie in de gemeente |
| BU17300401    | Westlaren Noord                   | 320        | 174              | 162            | Locatie in de gemeente |
| BU17300402    | Verspreide huizen Westlaren       | 440        | 107              | 107            | Locatie in de gemeente |
| BU17300403    | Westlaren-West                    | 10         | 53               | 52             | Locatie in de gemeente |
| BU17300500    | Schuilingsoord                    | 340        | 14               | 14             | Locatie in de gemeente |
| BU17300509    | Verspreide huizen Schuilingsoord  | 90         | 511              | 505            | Locatie in de gemeente |
| BU17300600    | Paterswolde                       | 3690       | 339              | 338            | Locatie in de gemeente |
| BU17300609    | Verspreide huizen Paterswolde     | 20         | 349              | 316            | Locatie in de gemeente |
| BU17300700    | Eelde                             | 6460       | 344              | 344            | Locatie in de gemeente |
| BU17300701    | Oosterbroek en vliegveld          | 200        | 176              | 170            | Locatie in de gemeente |
| BU17300709    | Verspreide huizen Eelde           | 120        | 771              | 746            | Locatie in de gemeente |
| BU17300800    | Eelderwolde                       | 230        | 44               | 44             | Locatie in de gemeente |
| BU17300809    | Verspreide huizen Eelderwolde     | 600        | 454              | 420            | Locatie in de gemeente |
| BU17300900    | Vries                             | 4140       | 344              | 343            | Locatie in de gemeente |
| BU17300909    | Verspreide huizen Vries           | 220        | 696              | 689            | Locatie in de gemeente |
| BU17301000    | Donderen                          | 350        | 74               | 74             | Locatie in de gemeente |
| BU17301009    | Verspreide huizen Donderen        | 80         | 841              | 841            | Locatie in de gemeente |
| BU17301100    | Bunne                             | 120        | 74               | 74             | Locatie in de gemeente |
| BU17301101    | Winde                             | 90         | 50               | 50             | Locatie in de gemeente |
| BU17301108    | Verspreide huizen Winde           | 10         | 203              | 203            | Locatie in de gemeente |
| BU17301109    | Verspreide huizen Bunne           | 80         | 1219             | 1216           | Locatie in de gemeente |
| BU17301200    | Yde                               | 840        | 89               | 89             | Locatie in de gemeente |
| BU17301201    | De Punt                           | 200        | 140              | 123            | Locatie in de gemeente |
| BU17301208    | Verspreide huizen De Punt         | 30         | 508              | 489            | Locatie in de gemeente |
| BU17301209    | Verspreide huizen Yde             | 50         | 519              | 511            | Locatie in de gemeente |
| BU17301300    | Tynaarlo                          | 1600       | 203              | 198            | Locatie in de gemeente |
| BU17301309    | Verspreide huizen Tynaarlo        | 190        | 1277             | 1224           | Locatie in de gemeente |
| BU17301400    | Zeegse                            | 220        | 70               | 70             | Locatie in de gemeente |
| BU17301401    | Oudemolen                         | 60         | 25               | 25             | Locatie in de gemeente |
| BU17301402    | Taarlo                            | 90         | 26               | 26             | Locatie in de gemeente |
| BU17301407    | Verspreide huizen Zeegse          | 140        | 445              | 440            | Locatie in de gemeente |
| BU17301408    | Verspreide huizen Oudemolen       | 20         | 238              | 237            | Locatie in de gemeente |
| BU17301409    | Verspreide huizen Taarlo          | 30         | 479              | 468            | Locatie in de gemeente |
| BU17301500    | Zeijen                            | 670        | 85               | 85             | Locatie in de gemeente |
| BU17301509    | Verspreide huizen Zeijen          | 90         | 1106             | 1104           | Locatie in de gemeente |